# نويل جونز
نويل جونز (بالإنجليزية: Noël Jones)‏ (و. 1932 – 2009 م) هو سياسي، وقس، من المملكة المتحدة، توفي عن عمر يناهز 77 عاماً.

## مناصب
تولى منصب أسقف، وBishop of Sodor and Man ‏.

## التعليم
تعلم في جامعة ويلز ترينيتي سانت ديفيد - حرم لامبيتر ‏، وجامعة ويلز.

## جوائز
حصل على جوائز منها:
- رفيقة اوردر اوف باث.